# 因幡国造浄成女
因幡国造浄成女（いなばのくにのみやつこ きよなりめ、生年不明 - 延暦15年10月15日（796年11月18日））は、奈良時代から平安時代初頭にかけての女性。国造浄成女とも呼ばれる。

## 経歴
因幡国造氏の一族で、因幡国高草郡（鳥取市中・西部一帯）の出身。時期は不明だが、朝廷に釆女として貢上され、山部王（山部親王、後の桓武天皇）に仕え、寵愛を受けた。当初は国造浄成女を名乗っていた。
光仁朝において、浄成女は地方豪族出身者としては異例の昇進を遂げた。宝亀2年（771年）正月、正六位上から従五位下に叙せられ、同年2月には同族の者数名と共に因幡国造姓を賜った。この時、「采女」とある。。また、同年12月には因幡国造（令制国造）に任ぜられた。山部親王の即位後も引き続きその寵愛を受け、延暦4年（785年）正月には従四位上に叙せられ、延暦13年（794年）7月には京に屋敷を造営するための稲が与えられた。
浄成女は、延暦15年（796年）10月死去した。最終的な官位は正四位上という顕位にまで叙せられている。一方、因幡国造一族はこれを背景に着実に勢力を増していき、寛弘4年（1007年）の因幡千里（千兼）殺害による勢力の衰退まで権勢を振るったとされている。

## 官歴
『六国史』による
- 時期不詳:正六位上・采女
- 宝亀2年（771年）正月2日：従五位下。2月9日：因幡国造賜姓。11月28日：従五位上。12月14日：因幡国造
- 宝亀7年（776年）4月19日：正五位下
- 宝亀11年（780年）10月22日：正五位上
- 延暦元年（782年）8月26日：従四位下
- 延暦4年（785年）正月9日：従四位上
- 延暦13年（794年）7月9日：見従四位上
- 時期不詳：正四位上
- 延暦15年（796年）10月15日：卒去